# Sudova Vyshnia
Sudova Vyshnia (tiếng Ukraina: Судова Вишня) là một thành phố của Ukraina. Thành phố này thuộc tỉnh Lviv. Thành phố này có diện tích ? km², dân số theo điều tra dân số năm 2001 là 6.668 người.